# Teylers Hofje
A Teylers Hofje a hollandiai Haarlem egyik úgynevezett hofjéje (egy udvar körüli házcsoport, ahol a parányi épületekben általában egyedülálló, szegény sorú nők laktak és az udvarra az utcáról csak egy vagy két, zárható kapun lehetett bejutni). A Teylers Hofje huszonnégy lakóházból áll, masszív kapuja a Spaarnéra néz.

## Története
A hofjét 1787-ben építtették a Teylers Múzeumhoz hasonlóan, a gazdag haarlemi mecénás, Pieter Teyler van der Hulst jóvoltából. Teyler 1752-ben, feleségének halála után alapította meg az első hofjét. Végrendeletében úgy rendelkezett, hogy építsenek egy újat, a régit pedig adják el (ebből lett a későbbiekben a Vrouwe- en Antonie Gasthuys). Az új épület neoklasszicista stílusban épült meg Leendert Viervant tervei alapján. Teyler külön kívánsága volt, hogy az épület jól látható helyen épüljön fel, a Spaarne partján. 